# Leïla Bahria
Leïla Bahria, morte le 20 avril 2021, est une magistrate et femme politique tunisienne. Elle est secrétaire d'État auprès du ministre des Affaires étrangères, Othman Jerandi, chargée des Affaires africaines et arabes de 2013 à 2014.

## Biographie
Avocate, elle est membre de l'Association des magistrats tunisiens et préside également l'observatoire Chahed.